# ピンクカメオ
ピンクカメオ（欧字名:Pink Cameo、2004年4月24日 - 2022年4月28日）は、日本の競走馬、繁殖牝馬。2007年のNHKマイルカップ（JpnI）優勝馬である。

## 経歴

### デビュー前

#### 誕生までの経緯
シルバーレーンは、アメリカで生産された父シルヴァーホークの牝馬である。競走馬として1988年のグロット賞（G3）優勝、アイリッシュオークス（G1）3着など、欧米で17戦3勝。引退後は、繁殖牝馬となった。アメリカ産初仔のミスティックシルヴァー（父:スルーオゴールド）は、2000年の共同通信杯4歳ステークス（GIII）3着のマルターズホーク、2003年の京成杯オータムハンデキャップ（GIII）2着のシベリアンホークの母。同2番仔のスターマニアックは、フランスのG3で2着2回。イギリス産3番仔のブラックホーク（父:ヌレイエフ）は、日本に輸入されて金子真人が所有、美浦トレーニングセンターの国枝栄厩舎の管理により、1999年のスプリンターズステークス（GI）、2001年の安田記念（GI）を優勝。同5番仔のシェイクスピア（父:レインボウクエスト）は、アイルランドと香港で5勝。1997年までに5頭を生産し、3頭が勝利を挙げていた。
しかし1998年から2002年の5年間で、5頭をイギリスとアイルランドで生産するも、すべて不出走。17歳となった2002年、北海道新冠町でパカパカファームを営み、日本ですでに活躍した外国産競走馬の母、半姉、半妹を盛んに輸入する方針を執るハリー・スウィーニィ代表が購入した。加えて、ハリーは「この馬を買ったら金子さんがパカパカ（ファーム）に来てくれる可能性が高いと思いました。金子さんは神の目を持つ、日本を代表する大オーナーの一人ですからね。ぜひパカパカに来てほしかった。それにブラックホークは国枝さんが管理した馬で、国枝さんと私は、大樹（ファーム）、待兼（牧場）時代の友人でした。だから国枝さんとのコンビでGIを勝つような馬を作りたかった（カッコ内補足加筆者）」とも考えていた。
シングスピールとの仔を宿した後に輸入され、2003年には牝馬を生産。同年、日本で初めてとなる種付けでは、ハリーが「相性がいいのではないか」と考え、もしくは、金子の当時の「代表的な所有馬」（石田敏徳）であるクロフネを意識して、クロフネの父であるフレンチデピュティを配合した。

#### 幼駒時代
2004年4月24日、パカパカファームにて鹿毛の牝馬（後のピンクカメオ）が誕生する。仔はハリーによれば「父に似た丈夫な感じの、インプレッションの強い馬」であったという。その後、金子が夫人を連れ立ってパカパカファームを訪れ、ハリーは金子との接触に成功している。ハリーは、仔を当歳のセレクトセールに、最低売却希望価格6000万円という設定で上場。競りの末に、その年セールに上場された牝馬で最高額となる税込み7455万円で金子が落札。金子は仔に、「シャクヤクの一種」である「ピンクカメオ」という競走馬名を与え、ブラックホークと同じく、国枝厩舎に入厩した。

### 競走馬時代
2歳となった2006年、7月1日の福島競馬場の新馬戦（芝1200メートル）に、後藤浩輝が騎乗し単勝1番人気でデビュー。6番手から直線で先行する馬を差し切って勝利し、ショウワモダンやムラマサノヨートーらに先着した。以降は、蛯名正義が騎乗し、マリーゴールド賞（OP）2着、くるみ賞（500万円以下）で2勝目、阪神ジュベナイルフィリーズ（GI）でGI級競走初出走を果たした。3歳となった2007年、始動戦には、1月20日の菜の花賞（OP）を選択。3番手から直線で抜け出し、ショウナンタレントやイクスキューズに半馬身差をつけて3勝目を挙げた。
その後は、3月3日のトライアル競走、チューリップ賞（JpnIII）を予定したが出走せず、4月8日の桜花賞（JpnI）に直行。出走4週間前から阪神競馬場に近い栗東トレーニングセンターに滞在し、国枝の好む栗東の坂路を用いた調教が施された。当日は8番人気で出走し、14着となった。

この後の進路について、4月29日のスイートピーステークス（OP）という選択肢も存在したが、国枝によれば「金子オーナーが『NHKマイルカップはゲンのいいレースだから』とのことで出走を頼んできた」という。国枝もそれを受け入れて5月6日のNHKマイルカップ（JpnI）に参戦が決定した。蛯名は他に騎乗し、代わりに地方競馬の大井競馬場に所属する内田博幸が起用された。当日は雨中の稍重馬場、単勝オッズ76.0倍、ブービー17番人気の支持であった。スタートから最終コーナーまで後方に待機、直線では大外に持ち出して、残り500メートル地点まで最後方の位置であった。先行し先に抜け出した1番人気ローレルゲレイロをめぐって、後方待機から内を突いたシベリアンバード、ムラマサノヨートーが迫っていたが、大外からピンクカメオが末脚で以て追い上げると、それらを全てかわし、後方に半馬身差をつけて勝利。1997年シーキングザパール、2005年ラインクラフトに続いて3例目となる牝馬によるNHKマイルカップ優勝となった。
内田とパカパカファームにとっては初のJRAGI勝利、国枝にとっては2001年ブラックホーク以来となるJRAGI勝利であった。また、ピンクカメオの半馬身後方には、1番人気のローレルゲレイロ、そのさらに半馬身後方には、最低18番人気のムラマサノヨートーが入線。三連単の払戻金973万9870円は、JRA重賞史上最高配当記録を更新。さらに、三連複は122万1770円、単勝ブービー人気のピンクカメオと最低人気のムラマサノヨートーのワイドは5万8890円となり、それぞれの式別のJRAGI史上最高配当記録を更新した。国枝は当日、調教師会役員としての業務があって臨場できず、記者会見には代わりに調教助手の佐藤勝美が出席した。同レースには、同じ国枝厩舎所属のマイネルシーガルも出走しており、当日は6番人気に推されていた。佐藤によれば、遠隔地から見届けた国枝は、当初マイネルシーガルの方に注目していたという。
その後は中1週で、四位洋文に乗り替わり優駿牝馬（オークス）に出走し5着。続いて、再び内田とともにアメリカに遠征し、7月7日のアメリカンオークスに参戦する計画も存在したが、疲労のため断念し放牧、夏休みとなった。秋はローズステークス（JpnII）で始動し、4着。秋華賞（JpnI）では14着。10月31日のJBCクラシックへの出走を検討したが、賞金が足りずに回避。マイルチャンピオンシップ（GI）を選び、古馬と初めて対決し9着。クイーン賞（JpnIII）で初めて地方競馬、ダートに出走し、5着となった。
古馬となった2008年は、2月の東京新聞杯（GIII）から8月のキーンランドカップ（JpnIII）まで6戦し、二桁着順5回の6連敗。球節を痛めたために秋は全休となった。5歳となった2009年、2月28日の千葉ステークス（OP）を予定するも出走せず、3月1日の阪急杯（GIII）で復帰し、ブービー賞の15着。2戦目の中山牝馬ステークス（GIII）では、ブービー人気ながら2着となった。それから、2番人気で出走した福島牝馬ステークス（GIII）で4着。続いてヴィクトリアマイルを目指して調整されていたが、左第三中手骨剥離骨折が判明して回避した。以降、4カ月以上戦線を離脱。8月19日、球節への不安もあり、状態の回復が見込めないことから、復帰を断念。8月20日付けでJRAの競走馬登録を抹消し、競走馬を引退した。

### 繁殖牝馬時代
引退後は、北海道千歳市の社台ファームで繁殖生活に入り、2011年2月13日に初仔となる父ディープインパクトの牝馬を出産。以降、金子が競走馬として所有したディープインパクト、キングカメハメハ、ブラックタイドが交配され続けている。2013年生産の3番仔フライングレディ（父:ディープインパクト）は3勝、2016年生産のピノクル（父:キングカメハメハ）は2勝（2021年11月22日現在）を挙げている。
2022年4月14日には9番仔となるブラックタイドの牡馬を出産したが、その直後から体調不良に陥り、快復しないまま4月28日に起立不能となり18歳で死亡した。

## 競走成績
以下の内容は、netkeiba.comおよびJBISサーチの情報に基づく。
| 競走日 | 競走日 | 競走日 | 競馬場 | 競走名           | 格      | 距離 （馬場） | 頭 数 | 枠 番 | 馬 番 | オッズ （人気） | オッズ （人気） | 着順 | タイム （上り3F） | 着差 | 騎手      | 斤量 [kg] | 1着馬 （2着馬）        | 馬体重 [kg] |
| ------ | ------ | ------ | ------ | ---------------- | ------- | ------------- | ----- | ----- | ----- | --------------- | --------------- | ---- | ----------------- | ---- | --------- | --------- | ---------------------- | ----------- |
| 2006.  | 07.    | 01     | 福島   | 2歳新馬          |         | 芝1200m（稍） | 15    | 3     | 5     | 001.8           | 0（1人）        | 01着 | 01:10.8 （35.8）  | -0.1 | 0後藤浩輝 | 54        | （エフテーララーヤ）   | 458         |
|        | 07.    | 22     | 新潟   | マリーゴールド賞 | OP      | 芝1400m（良） | 10    | 5     | 5     | 006.8           | 0（3人）        | 02着 | 01:22.5 （35.9）  | -0.3 | 0蛯名正義 | 54        | ハロースピード         | 462         |
|        | 10.    | 29     | 東京   | くるみ賞         | 500万下 | 芝1400m（良） | 8     | 3     | 3     | 001.7           | 0（1人）        | 01着 | 01:22.5 （34.5）  | -0.1 | 0蛯名正義 | 54        | （マイニングゴールド） | 468         |
|        | 12.    | 03     | 阪神   | 阪神JF           | GI      | 芝1600m（良） | 18    | 3     | 5     | 034.0           | 0（8人）        | 08着 | 01:34.1 （34.7）  | -1.0 | 0蛯名正義 | 54        | ウオッカ               | 454         |
| 2007.  | 01.    | 20     | 中山   | 菜の花賞         | OP      | 芝1600m（良） | 18    | 3     | 5     | 004.5           | 0（3人）        | 01着 | 01:35.5 （34.9）  | -0.1 | 0蛯名正義 | 54        | （ショウナンタレント） | 468         |
|        | 04.    | 08     | 阪神   | 桜花賞           | JpnI    | 芝1600m（良） | 18    | 4     | 8     | 075.6           | 0（8人）        | 14着 | 01:35.8 （35.2）  | -2.1 | 0蛯名正義 | 55        | ダイワスカーレット     | 470         |
|        | 05.    | 06     | 東京   | NHKマイルC       | JpnI    | 芝1600m（稍） | 18    | 7     | 14    | 076.0           | （17人）        | 01着 | 01:34.3 （34.9）  | -0.1 | 0内田博幸 | 55        | （ローレルゲレイロ）   | 458         |
|        | 05.    | 20     | 東京   | 優駿牝馬         | JpnI    | 芝2400m（良） | 18    | 4     | 8     | 015.8           | 0（7人）        | 05着 | 02:25.7 （35.4）  | -0.4 | 0四位洋文 | 55        | ローブデコルテ         | 462         |
|        | 09.    | 16     | 阪神   | ローズS          | JpnII   | 芝1800m（良） | 14    | 5     | 8     | 017.1           | 0（4人）        | 04着 | 01:46.6 （33.5）  | -0.4 | 0四位洋文 | 54        | ダイワスカーレット     | 470         |
|        | 10.    | 14     | 京都   | 秋華賞           | JpnI    | 芝2000m（良） | 18    | 4     | 7     | 027.0           | 0（5人）        | 14着 | 02:00.1 （33.9）  | -1.0 | 0後藤浩輝 | 55        | ダイワスカーレット     | 476         |
|        | 11.    | 18     | 京都   | マイルCS         | GI      | 芝1600m（良） | 18    | 7     | 14    | 037.0           | （11人）        | 09着 | 01:33.5 （34.3）  | -0.8 | 0四位洋文 | 54        | ダイワメジャー         | 480         |
|        | 12.    | 02     | 船橋   | クイーン賞       | JpnIII  | ダ1800m（稍） | 14    | 6     | 9     | 003.7           | 0（3人）        | 05着 | 01:53.9 （40.1）  | -2.3 | 0内田博幸 | 54        | ホワイトメロディー     | 481         |
| 2008.  | 02.    | 02     | 東京   | 東京新聞杯       | GIII    | 芝1600m（良） | 16    | 2     | 3     | 030.4           | （11人）        | 14着 | 01:33.8 （34.3）  | -1.0 | 0蛯名正義 | 55        | ローレルゲレイロ       | 486         |
|        | 04.    | 06     | 中山   | ダービー卿CT     | GIII    | 芝1600m（良） | 16    | 1     | 2     | 016.8           | 0（8人）        | 14着 | 01:34.9 （34.3）  | -0.7 | 0内田博幸 | 54        | サイレントプライド     | 478         |
|        | 04.    | 12     | 阪神   | 阪神牝馬S        | GII     | 芝1400m（良） | 15    | 8     | 14    | 022.9           | 0（7人）        | 14着 | 01:22.8 （35.1）  | -1.4 | 0池添謙一 | 57        | エイジアンウインズ     | 472         |
|        | 05.    | 18     | 東京   | ヴィクトリアM    | JpnI    | 芝1600m（良） | 18    | 3     | 6     | 042.5           | 0（9人）        | 06着 | 01:34.5 （34.5）  | -0.8 | 0内田博幸 | 55        | エイジアンウインズ     | 476         |
|        | 06.    | 08     | 東京   | 安田記念         | GI      | 芝1600m（良） | 18    | 7     | 13    | 076.1           | （16人）        | 15着 | 01:34.9 （35.2）  | -2.2 | 0蛯名正義 | 56        | ウオッカ               | 470         |
|        | 08.    | 31     | 札幌   | キーンランドC    | JpnIII  | 芝1200m（良） | 16    | 8     | 16    | 030.2           | 0（9人）        | 16着 | 01:09.6 （35.1）  | -1.7 | 0三浦皇成 | 54        | タニノマティーニ       | 498         |
| 2009.  | 03.    | 01     | 阪神   | 阪急杯           | GIII    | 芝1400m（良） | 16    | 4     | 7     | 080.9           | （13人）        | 15着 | 01:23.4 （36.1）  | -2.3 | 0和田竜二 | 56        | ビービーガルダン       | 478         |
|        | 03.    | 15     | 中山   | 中山牝馬S        | GIII    | 芝1800m（稍） | 16    | 4     | 7     | 045.6           | （15人）        | 02着 | 01:49.3 （36.3）  | -0.2 | 0後藤浩輝 | 54        | キストゥヘヴン         | 488         |
|        | 04.    | 25     | 福島   | 福島牝馬S        | GIII    | 芝1800m（不） | 16    | 8     | 15    | 005.0           | 0（2人）        | 04着 | 01:54.2 （37.5）  | -0.5 | 0後藤浩輝 | 56        | ブラボーデイジー       | 484         |

## 繁殖成績
|       | 生年   | 馬名             | 性 | 毛色   | 父                 | 馬主                           | 管理調教師       | 戦績            | 供用     | 出典   |
| ----- | ------ | ---------------- | -- | ------ | ------------------ | ------------------------------ | ---------------- | --------------- | -------- | ------ |
| 初仔  | 2011年 | ブルーロータス   | 牝 | 鹿毛   | ディープインパクト | 金子真人ホールディングス（株） | 国枝栄（美浦）   | 8戦0勝（抹消）  | 繁殖牝馬 | [ 37 ] |
| 2番仔 | 2012年 | ピンクシャンパン | 牝 | 鹿毛   | ディープインパクト | 金子真人ホールディングス（株） | 国枝栄（美浦）   | 6戦0勝（抹消）  | 繁殖牝馬 | [ 42 ] |
| 3番仔 | 2013年 | フライングレディ | 牝 | 黒鹿毛 | ディープインパクト | 金子真人ホールディングス（株） | 須貝尚介（栗東） | 29戦3勝（抹消） | 繁殖牝馬 | [ 39 ] |
|       | 2014年 | 不受胎           |    |        | キングカメハメハ   |                                |                  |                 |          | [ 38 ] |
| 4番仔 | 2015年 | カプア           | 牝 | 栗毛   | キングカメハメハ   | 金子真人ホールディングス（株） | 萩原清（美浦）   | 7戦0勝（抹消）  |          | [ 43 ] |
| 5番仔 | 2016年 | ピノクル         | 牡 | 黒鹿毛 | キングカメハメハ   | 金子真人ホールディングス（株） | 音無秀孝（栗東） | 52戦2勝（抹消） |          | [ 44 ] |
| 6番仔 | 2017年 | ケイマーダ       | 牡 | 栗毛   | キングカメハメハ   | 金子真人ホールディングス（株） | 音無秀孝（栗東） | 7戦0勝（抹消）  |          | [ 45 ] |
| 7番仔 | 2018年 | マローニ         | 牝 | 鹿毛   | ディープインパクト | 金子真人ホールディングス（株） | 池江泰寿（栗東） | 4戦0勝（抹消）  |          | [ 46 ] |
| 8番仔 | 2019年 | ピンクライオネス | 牝 | 鹿毛   | ディープインパクト |                                | 藤原英昭 (栗東)  | 4戦0勝（抹消）  | 繁殖牝馬 | [ 47 ] |
|       | 2020年 | 不受胎           |    |        | ブラックタイド     |                                |                  |                 |          | [ 38 ] |
|       | 2021年 | 死産             |    |        | ブラックタイド     |                                |                  |                 |          | [ 38 ] |
| 9番仔 | 2022年 | グラスビーチ     | 牡 | 鹿毛   | ブラックタイド     | 金子真人ホールディングス（株） | 池江泰寿（栗東） | 2戦0勝          |          | [ 40 ] |

- 情報は、2025年4月22日時点。

## 血統表
| ピンクカメオの血統                                      | ピンクカメオの血統                         | ピンクカメオの血統     | （血統表の出典）       | （血統表の出典） |
| 父系                                                    | デピュティミニスター系                     | デピュティミニスター系 | デピュティミニスター系 | [ § 2 ]          |
| 父 *フレンチデピュティ French Deputy 1992 栗毛 アメリカ | 父の父Deputy Minister 1979 黒鹿毛 アメリカ | Vice Regent            | Northern Dancer        | Northern Dancer  |
| 父 *フレンチデピュティ French Deputy 1992 栗毛 アメリカ | 父の父Deputy Minister 1979 黒鹿毛 アメリカ | Vice Regent            | Victoria Regina        |                  |
| 父 *フレンチデピュティ French Deputy 1992 栗毛 アメリカ | 父の父Deputy Minister 1979 黒鹿毛 アメリカ | Mint Copy              | Bunty's Flight         | Bunty's Flight   |
| 父 *フレンチデピュティ French Deputy 1992 栗毛 アメリカ | 父の父Deputy Minister 1979 黒鹿毛 アメリカ | Mint Copy              | Shakney                |                  |
| 父 *フレンチデピュティ French Deputy 1992 栗毛 アメリカ | 父の母Mitterand 1981 鹿毛                  | Hold Your Peace        | Speak John             | Speak John       |
| 父 *フレンチデピュティ French Deputy 1992 栗毛 アメリカ | 父の母Mitterand 1981 鹿毛                  | Hold Your Peace        | Blue Moon              |                  |
| 父 *フレンチデピュティ French Deputy 1992 栗毛 アメリカ | 父の母Mitterand 1981 鹿毛                  | Laredo Lass            | Bold Ruler             | Bold Ruler       |
| 父 *フレンチデピュティ French Deputy 1992 栗毛 アメリカ | 父の母Mitterand 1981 鹿毛                  | Laredo Lass            | Fortunate Isle         |                  |
| 母 *シルバーレーン Silver Lane 1985 黒鹿毛              | 母の父Silver Hawk 1979 鹿毛                | Roberto                | Hail to Reason         | Hail to Reason   |
| 母 *シルバーレーン Silver Lane 1985 黒鹿毛              | 母の父Silver Hawk 1979 鹿毛                | Roberto                | Bramalea               |                  |
| 母 *シルバーレーン Silver Lane 1985 黒鹿毛              | 母の父Silver Hawk 1979 鹿毛                | Gris Vitesse           | Amerigo                | Amerigo          |
| 母 *シルバーレーン Silver Lane 1985 黒鹿毛              | 母の父Silver Hawk 1979 鹿毛                | Gris Vitesse           | Matchiche              |                  |
| 母 *シルバーレーン Silver Lane 1985 黒鹿毛              | 母の母Strait Lane 1974 黒鹿毛              | Chieftain              | Bold Ruler             | Bold Ruler       |
| 母 *シルバーレーン Silver Lane 1985 黒鹿毛              | 母の母Strait Lane 1974 黒鹿毛              | Chieftain              | Pocahontas             |                  |
| 母 *シルバーレーン Silver Lane 1985 黒鹿毛              | 母の母Strait Lane 1974 黒鹿毛              | Level Sands            | Mahmoud                | Mahmoud          |
| 母 *シルバーレーン Silver Lane 1985 黒鹿毛              | 母の母Strait Lane 1974 黒鹿毛              | Level Sands            | Crawfish               |                  |
| 母系(F-No.)                                             | (FN:5-g)                                   | (FN:5-g)               | (FN:5-g)               | [ § 3 ]          |
| 5代内の近親交配                                         | Bold Ruler 4×4                             | Bold Ruler 4×4         | Bold Ruler 4×4         | [ § 4 ]          |
| 出典                                                    | 1. 2. 3. 4.                                | 1. 2. 3. 4.            | 1. 2. 3. 4.            | 1. 2. 3. 4.      |